# Hercostomus wuhongi
Hercostomus wuhongi är en tvåvingeart som beskrevs av Yang 1997. Hercostomus wuhongi ingår i släktet Hercostomus och familjen styltflugor. Inga underarter finns listade i Catalogue of Life.